# Guy Ropartz
Pour les articles homonymes, voir Ropartz.
Guy Ropartz est un compositeur français, né à Guingamp (Côtes-du-Nord) le 15 juin 1864 et mort à Lanloup (Côtes-du-Nord) le 22 novembre 1955.

## Biographie
Né le 15 juin 1864, Joseph Guy-Marie Ropartz suit la même voie que son père, Sigismond Ropartz, un avocat de Guingamp, en étudiant d'abord le droit à Rennes. Mais en parallèle de ses études au barreau de Paris, il entre en 1885 au Conservatoire de Paris dans la classe de composition de Dubois, puis de Massenet où il se lie, entre autres, avec le jeune Georges Enesco, mais qu'il délaisse dès 1886 pour celle d'orgue de César Franck. Le Chant de la cloche de Vincent d'Indy est pour lui une révélation. Ses poèmes et nouvelles inspirent les musiciens parmi lesquels Edvard Grieg.
Il épouse, en 1892, Cécile Chauvy (1868-1939), nièce d'Arthur Rhoné.
Il est directeur du conservatoire de Nancy (à l'époque École nationale succursale du Conservatoire de Paris) de 1894 à 1919, où il crée les classes d'alto en 1894, de trompette en 1895, de harpe et d'orgue en 1897, puis de trombone en 1900. Il instaure également la saison de concerts symphoniques avec le tout jeune Orchestre du Conservatoire, ancêtre de l'Orchestre symphonique et lyrique de Nancy. Il devient membre de l'Union régionaliste bretonne en 1898.
En 1909, il est lauréat du prix Chartier de l'Académie des beaux-arts pour ses compositions de musique de chambre.
Après le décès tragique de son ami Albéric Magnard en 1914 et la perte de plusieurs manuscrits, Ropartz reconstitue de mémoire l'orchestration de son opéra Guercœur.
Il est ensuite directeur du conservatoire de Strasbourg de 1919 à 1929, assure parallèlement la direction de l'Orchestre philharmonique de Strasbourg et influence considérablement de jeunes étudiants comme Charles Munch. Élu 29 octobre 1927 correspondant de l'Académie des Beaux-Arts, puis en 1949 membre de l'Académie des beaux-arts, 5e section (composition musicale), il succède à Georges Hüe au fauteuil V.
Il prend sa retraite en 1929 et se retire dans son château de Lanloup (Côtes-d'Armor), où il continue de composer.
Le 7 juillet 1951, ses amis rassemblés au château assistent à la remise de son épée d'académicien. En 1953, atteint de cécité, il bénéficie du soutien de sa fille Gaud.

## Style musical

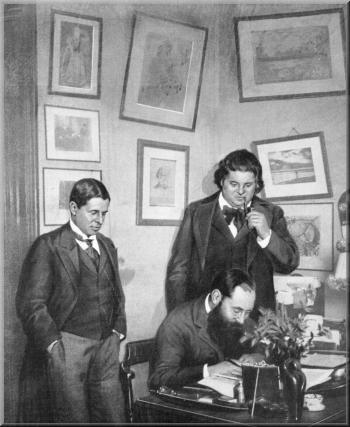
Albéric Magnard, Guy Ropartz (assis) et Eugène Ysaÿe en 1911.

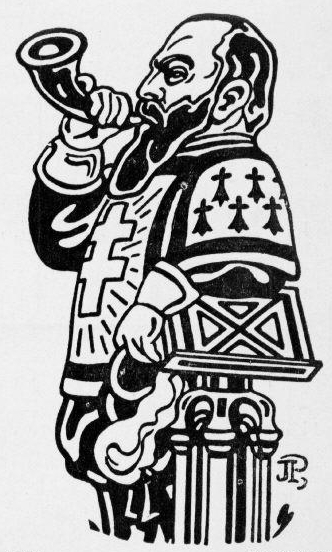
Guy Ropartz sonnant le cor.
Dessin humoristique par Jac Pohier.

Celtique dans l'âme, Ropartz était bien le fils de ce pays « où les korrigans peuplent la lande et dansent, par les nuits lunaires autour des menhirs où les fées et les enchanteurs — Viviane et Merlin — ont pour domaine la forêt de Brocéliande, où les âmes des morts restés sans sépulture apparaissent toutes blanches au-dessus des flots de la baie des Trépassés ». Ces mots poétiques empruntés à l'auteur lui-même pour définir sa Bretagne natale définissent aussi parfaitement ses œuvres, dont l'une a précisément pour titre Le Pays. Au lendemain de la mort de Ropartz, René Dumesnil écrivait dans Le Monde : « Il y a chez Ropartz une science du folklore et de son utilisation juste qu'on admire ; mais plus souvent que l'emploi direct de motifs populaires c'est une inspiration puisée dans le terroir même qui nourrit l'œuvre, comme la sève les arbres. »
« La pensée de Ropartz a une triple source : la Bretagne, la mer, la foi religieuse. Rarement grand artiste incarna de façon plus intense l'âme de sa terre et de sa race. Toute une partie de ce qu'il a écrit pourrait porter en épigraphe le beau vers de Francis Jammes : "Tout est vain qui n'est pas le grand calme de Dieu". »
Louis Kornprobst

## Production musicale
Sa production musicale comprend une centaine d'opus.

### Musique symphonique
On lui doit cinq symphonies composées entre 1894 et 1945,
- Symphonie no 1 en la mineur « Sur un choral breton » (1895)
- Symphonie no 2 en fa mineur (1900)
- Symphonie no 3 en mi majeur pour soli, chœurs et orchestre (1905)
- Symphonie no 4 en ut majeur (1910)
- Symphonie no 5 en sol majeur (1944)

Autres pièces orchestrales
- La Cloche des morts (initialement Le Convoi du Fermier) (1887)
- Lamento pour hautbois et orchestre (1887)
- Les Landes (1888)
- Marche de fête (1888)
- Cinq pièces brèves (1889)
- Carnaval (1889)
- Dimanche breton, suite en 4 parties (1893)
- Fantaisie en ré majeur (1897)
- Pêcheur d'Islande, musique de scène (1891)
- À Marie endormie (1911-12)
- La Chasse du prince Arthur (1911-12)
- Sons de cloches (1913)
- Soir sur les chaumes (1913)
- Rhapsodie pour violoncelle et orchestre (1928)
- Sérénade champêtre (1932)
- Bourrées bourbonnaises (1939)
- Petite symphonie en mi bémol majeur (1943)
- Pastorales (1950)

### Opéra
- Le Pays (1912)

### Musique de chambre
- Six quatuors à cordes (1893 à 1949)
- Deux sonates pour violoncelle et piano (1904/1918-19)
- Trois sonates pour violon et piano (1907/1917/1927)
- Sonatine pour flûte et piano (1930)
- Fantaisie brève sur le nom de Magnard pour quatuor à cordes
- Trio en la mineur pour violon, violoncelle et piano (1918)
- Deux pièces pour quintette à vent (1924)
- Trio en la mineur pour violon, alto et violoncelle (1934-35)
- Prélude, Marine et Chansons pour flûte, violon, alto, violoncelle et harpe (1928)
- Pièce en Mi bémol mineur pour trombone et piano

### Musique religieuse
- Kyrie solennel, pour 4 voix soli, chœur et orgue (1886)
- Psaume 136 « Super flumina Babylonis », pour chœur et orchestre (1897)
- 5 motets pour 4 voix mixtes a cappella (1900)
- Le Miracle de Saint Nicolas, légende en deux parties et 16 tableaux pour soli, voix d'enfants, chœur mixte, piano, orgue, harpe et orchestre à cordes (1905)
- Messe brève en l'honneur de Sainte Anne, pour trois voix égales et orgue (1921)
- Messe en l'honneur de Sainte Odile, pour chœur mixte et orgue (1923)
- Messe « Te Deum Laudamus », pour 3 voix mixtes et orgue (1925-26)
- Requiem, pour soli, chœur et orchestre (1937-38)
- Salve Regina pour chœur mixte et orgue (1941)
- Psaume 129 « De profundis », pour solo, chœur et orchestre (1942)

### Musique vocale
Pour orchestre et chant
- Prière
- La Fleur d'or
- Sous Bois

Pour chant et piano
- Amour d'hiver
- Lied
- Le Petit Enfant
- Quatre Poèmes d'après l'"Intermezzo" d'Heinrich Heine
- Sous-bois
- Près d’un ruisseau (poème d’Edmée Delebecque)
- Rondel pour Jeanne
- Rondel de miséricorde
- Rondeau pour un délaissé de s'amye

Pour chœur
- Les Fileuses de Bretagne, chœur pour voix de femmes
- Kyrie

### Musique pour orgue
- Offertoire Pascal (1889)
- Trois Pièces : Sur un thème breton – Intermède - Fugue en mi mineur (1894)
- Six Pièces : Prélude funèbre – Prière – Sortie – Thème varié – Prière pour les trépassés - Fantaisie (1896-1901)
- Rhapsodie sur 2 noëls populaires de la Haute-Bretagne (1917)
- Introduction et Allegro moderato en ré mineur (1917)
- Trois Méditations : en si bémol majeur, en fa majeur, en ut dièse mineur (1919)

### Œuvres pour harmonium ou orgue sans pédale
- L’Office du soir, 40 pièces (1885)
- Au Pied de l’Autel, série no 1, 60 courtes pièces (1919)
- Au Pied de l’Autel, série no 2 (1942)
- Deux Petites Pièces (s. d.)

### Musique pour piano
- Ouverture, variations et final (1904)
- Choral varié (1904)
- Nocturne no 1 (1911)
- Dans l'ombre de la montagne (1913)
- Nocturne no 2 (1916)
- Nocturne no 3 (1916)
- Scherzo (1916)
- Musiques au jardin (1916-17)
- Croquis d'été (1918)
- Croquis d’automne (1929)
- Jeunes filles (1929)
- À la mémoire de Paul Dukas (1936)

## Production littéraire
Ropartz a également été un poète de talent qui a fait paraître dans sa jeunesse trois recueils de vers, influencés à la fois par l'école parnassienne et le symbolisme. En 1889 il publie avec Louis Tiercelin Le Parnasse breton contemporain, une anthologie de la poésie bretonne de la deuxième moitié du XIXe siècle et il participe à la Revue L'Hermine, que Tiercelin fonde peu de temps après, en octobre 1890.
- Adagiettos (1888)
- Modes mineurs (1890)
- Les Nuances (1892)

## Discographie
L'Orchestre symphonique et lyrique de Nancy a enregistré trois albums de musique de Guy Ropartz :
- Psaume 136, Dimanche, Nocturne, Les vêpres sonnent, Le miracle de saint Nicolas, 1993, dir. Michel Piquemal, éd. Naxos.
- Symphonies n° 1 & 4, 2005, dir. Sébastien Lang-Lessing, éd. Timpani.
- Symphonies n° 2 & 5, 2006, dir. Sébastien Lang-Lessing, éd. Timpani.

### Partitions
- Partitions libres de Ropartz sur loumy.org
- « Joseph Guy Ropartz » (partitions libres de droits), sur l'IMSLP